# Archimède (1930)
Archimède (Q142) – francuski oceaniczny okręt podwodny z okresu międzywojennego i II wojny światowej, jedna z 31 jednostek typu Redoutable. Okręt został zwodowany 6 września 1930 w stoczni Chantiers Navals Français w Caen, a do służby w Marine nationale wszedł w grudniu 1932. Podczas wojny jednostka pełniła służbę na Atlantyku i Morzu Śródziemnym, a od zawarcia zawieszenia broni między Francją a Niemcami znajdowała się pod kontrolą rządu Vichy. Po lądowaniu Aliantów w Afryce Północnej „Archimède” wszedł w skład marynarki Wolnych Francuzów. W lutym 1952 został sprzedany na złom.

## Projekt i budowa
„Archimède” zamówiony został na podstawie programu rozbudowy floty francuskiej z 1925 roku. Projekt (o sygnaturze M6 ) był ulepszeniem pierwszych powojennych francuskich oceanicznych okrętów podwodnych – typu Requin. Poprawie uległa krytykowana w poprzednim typie zbyt mała prędkość osiągana na powierzchni oraz manewrowość. Posiadał duży zasięg i silne uzbrojenie; wadą była ciasnota wnętrza, która powodowała trudności w dostępie do zapasów prowiantu i amunicji. Konstruktorem okrętu był inż. Jean-Jacques Roquebert.
„Archimède” zbudowany został w stoczni Chantiers Navals Français w Caen (numer stoczniowy 80) . Stępkę okrętu położono 1 sierpnia 1927 , a zwodowany został 6 września 1930.

## Dane taktyczno–techniczne
„Archimède” był dużym, oceanicznym okrętem podwodnym o konstrukcji dwukadłubowej. Długość całkowita wynosiła 92,3 metra (92 metry między pionami), szerokość 8,2 metra i zanurzenie 4,7 metra. Wyporność standardowa w położeniu nawodnym wynosiła 1384 tony (normalna 1570 ton), a w zanurzeniu 2084 tony. Okręt napędzany był na powierzchni przez dwa silniki wysokoprężne Schneider o łącznej mocy 6000 KM. Napęd podwodny zapewniały dwa silniki elektryczne o łącznej mocy 2000 KM. Dwuśrubowy układ napędowy pozwalał osiągnąć prędkość 17 węzłów na powierzchni i 10 węzłów w zanurzeniu. Zasięg wynosił 10 000 Mm przy prędkości 10 węzłów w położeniu nawodnym (lub 4000 Mm przy prędkości 17 węzłów) oraz 100 Mm przy prędkości 5 węzłów w zanurzeniu. Zbiorniki paliwa mieściły 95 ton oleju napędowego . Dopuszczalna głębokość zanurzenia wynosiła 80 metrów, a czas zanurzenia 45-50 sekund. Autonomiczność okrętu wynosiła 30 dób .
Okręt wyposażony był w siedem wyrzutni torped kalibru 550 mm: cztery na dziobie i jeden potrójny zewnętrzny aparat torpedowy. Prócz tego za kioskiem znajdował się jeden podwójny dwukalibrowy (550 lub 400 mm) aparat torpedowy . Na pokładzie było miejsce na 13 torped, w tym 11 kalibru 550 mm i dwie kalibru 400 mm . Uzbrojenie artyleryjskie stanowiło działo pokładowe kalibru 100 mm M1925 L/45 oraz zdwojone stanowisko wielkokalibrowych karabinów maszynowych Hotchkiss kalibru 13,2 mm L/76 .
Załoga okrętu składała się z 4 oficerów oraz 57 podoficerów i marynarzy.

## Służba
„Archimède” został przyjęty do służby w Marine nationale 22 grudnia 1932 . Jednostka otrzymała numer burtowy Q142 . W momencie wybuchu II wojny światowej okręt pełnił służbę na Atlantyku, wchodząc w skład 6. dywizjonu 4. eskadry okrętów podwodnych okrętów podwodnych w Breście (wraz z siostrzanymi jednostkami „Ajax” i „Persée” i „Poncelet”) . Dowódcą okrętu był w tym okresie kpt. mar. R.F.J. Attane . W połowie marca 1940 „Archimède”, „Ajax”, „Sidi Ferruch” i „Bévéziers” dotarły do Halifaxu w celu eskortowania sojuszniczych konwojów . W dniach 1-11 maja okręt podwodny wraz z brytyjskim krążownikiem pomocniczym HMS „Voltaire” eskortował konwój HX-39, który 15 maja dopłynął do Liverpoolu . W czerwcu 1940 okręt znajdował się w składzie 6. dywizjonu 4. eskadry okrętów podwodnych w Breście, a jego dowódcą był nadal kpt. mar. R.F.J. Attane . 1 czerwca „Archimède” i „Bévéziers” wyszły z Brestu w konwoju 47-BF w eskorcie awiza „Élan”, osiągając 5 czerwca Casablankę . Następnie „Archimède”, znów eskortowany przez „Élan”, opuścił Casablankę i po przebyciu 7 czerwca Cieśniny Gibraltarskiej, odtąd w eskorcie awiza „Annamite”, 11 czerwca dotarł do Tulonu, gdzie miał przejść remont  . Z powodu wypowiedzenia wojny przez Włochy jednostka udała się jednak na patrol na Morze Tyrreńskie, osiągając 14 czerwca okolice Savony . 22 czerwca, w dniu zawarcia zawieszenia broni między Francją a Niemcami, okręt znajdował się w remoncie w Tulonie . We wrześniu 1940 jednostka została rozbrojona w Tulonie .
9 grudnia 1940 okręty podwodne „Archimède”, „La Vestale”, „La Sultane” i „Aréthuse” wypłynęły z Tulonu do Dakaru w eskorcie awiza „Commandant Bory”, by via Oran dotrzeć 16 grudnia do Casablanki . W dniach 8-14 kwietnia 1941 „Archimède” – wraz z wieloma innymi francuskimi okrętami stacjonującymi w Dakarze – wziął udział w poszukiwaniach francuskiego parowca „Fort de France” (4279 BRT), który podczas rejsu z Martyniki do Dakaru został przechwycony przez brytyjski krążownik pomocniczy HMS „Bulolo” i po obsadzeniu załogą pryzową skierowany w kierunku Gibraltaru . Statek został odnaleziony 12 kwietnia przez krążownik „Primauguet” i niszczyciel „Albatros”, po czym doprowadzony do Casablanki .
Po lądowaniu Aliantów w Afryce Północnej w listopadzie 1942 „Archimède” wszedł w skład marynarki Wolnych Francuzów . W latach 1943–1944 okręt poddano modernizacji, w wyniku której zamiast zdwojonych wkm kal. 13,2 mm zamontowano dwa pojedyncze działka przeciwlotnicze Oerlikon kal. 20 mm, zainstalowano radary oraz sonar . W 1945 roku numer burtowy jednostki zmieniono na S01 .
Jednostka została sprzedana w celu złomowania 19 lutego 1952, po blisko 20 latach eksploatacji . „Archimède” był najdłużej pozostającym w służbie okrętem typu Redoutable .